# Pectinodrilus ningaloo
Pectinodrilus ningaloo is een ringworm uit de familie van de Naididae. De wetenschappelijke naam van de soort is voor het eerst geldig gepubliceerd in 2006 door Pinder, Eberhard & Humphreys.